# ノヴェー・ザームキ - ズヴォレン線
ノヴェー・ザームキ - ズヴォレン線（スロバキア語;Železničná trať Nové Zámky – Zvolen）は、スロバキア国鉄の鉄道線の名称である。路線番号は150。

## 歴史
最初に開業したのは ズヴォレン - レヴィツェ間で、1896年に開業した。その後レヴィツェ - ノヴェー・ザームキが開通し、1915年に全通した。ブラチスラヴァとズヴォレンを結ぶ経路の一端を担っている。
第一次世界大戦の終戦後、オーストリア＝ハンガリー帝国が解体されてチェコスロバキアが建国された。この路線は新生のチェコスロバキア国鉄（Českeslavenské státní dráhy, ČSD）の路線網に組み入れられた。当時にこの路線はブラチスラヴァ - バンスカー・ビストリツァ区間を結ぶ主要な鉄道路線の一部で、急行列車の主要経路の一つであった。1938年夏の時刻表によれば、急行列車は一日3往復でこの路線を経由した。
第一次ウィーン裁定の結果、1938年11月にノヴェ・ザムキス - レーヴァテインヴィルツェレ間はハンガリーに帰属することとなった。その区間は再びハンガリー国鉄に所属した。1945年終戦後、全区間はチェコスロバキア国鉄の路線網に戻った。
1955年以降トゥルニャ（ボドヴァ） - ロジュニャヴァ間の開通によってブラチスラヴァとコシツェは幹線鉄道で直接連結されている。これは「南スロバキア横断鉄道」と呼ばれて、ブラチスラヴァ - コシツェ間直通急行列車が導入された。継続的に増加する通行量のため、部分的の複線化は必要であった。1991年12月20日に電車線設置はシュラスコニード - レヴィーツェレ間で完了した。
1993年1月1日この路線はチェコスロバキア分離の結果で新生のスロバキア国鉄（Železnice Slovanekej republiky, ŽSR）に引き受けられた。

## 運行形態

### 特急「リーフリク(R)」
下記3系統が運行している。
- ウルピーン号：　ブラチスラヴァ - シュラニ - ズヴォレン - バンスカー・ビストリツァ
2時間に1本の運行。シュラニ以西は130号線に、ズヴォレン以東は170号線に直通する。ただし2024年6月9日より、コザーロウツェ - ノヴァー・バニャ間でバスによる代行輸送を行っている[2]。
過去の運行形態
2015年以前は、4時間に1本の運行であった。日曜日の西行片道2本に限り、ドゥーブラヴァとフリニークに停車していた他、ベニャヂクは全列車通過であった。
2016年度より、2時間に1本の運行となった。
2017年度より、フリニーク停車の列車および、レヴィツェ発ブラチスラヴァ行片道1本の列車種別が区間リーフリク(RR)に変更された。
2018年度より、再び4時間に1本の運行となった。
2021年度より、ズヴォレンやビストリツァ発着の列車の愛称名が「ウルピーン」に、レヴィツェ始発の列車の愛称名が「テコウ」に統一された。
2022年度に、2時間に1本に増発された。リーフリク(R)は、ベニャヂクに一部が停車する様になった。一方、区間リーフリク(RR)の列車は週1往復の運行となり、ドゥーブラヴァ通過に変更された。
2022年6月1日から10月18日まで、工事のため、レヴィツェ以西での運行を休止していた。代わりに、ノヴァー・バニャからシャリャまで代行バスを運行していた[3]。代行バスからの接続を受けない便は、「テコウ」に愛称を変更していた。ただし区間リーフリク(RR)に限り、152号線経由でブラチスラヴァまで直通していた。
2023年度より、区間リーフリク(RR)がリーフリク(R)に統合された。また、再び一部がフロンスカー・ドゥーブラヴァ停車となった。愛称名は全て「ウルピーン」に統一された。
2024年6月9日から12月14日まで、コザーロウツェ - ノヴァー・バニャ間でバス代行輸送を行っている[2]。

- ポリャナ号：　プラハ/ブラチスラヴァ - レヴィツェ - プレショウ　【2024年6月より運休中】
日曜日を除く週6日、一日1往復の運行。シュラニ以西は130号線に、ズヴォレン以東は160号線に直通する。またノヴェー・ザームキ以西は、一部車両を切り離し、切り離された車両はメトロポリタン・スロヴェンスカー・ストレラ号としてプラハまで直通する。西行はウーリャニに停車する一方、東行はポドハーイスカを通過する。なお2024年6月9日より運休中[2]。
過去の運行形態
2018年以前は、プラハ直通の車両を連結していなかった。東行に限り、コザーロウツェを通過していた。
2018年末に、ノヴェー・ザームキ経由にルート変更された。ブラチスラヴァ行が、ポドハーイスカとウーリャニを通過する様になった。また、プラハ直通の車両を連結する様になった。
2020年末に、西行がポドハーイスカとウーリャニに再び停車する様になった。
2022年6月1日から10月18日まで、工事のため、152号線経由のルートに変更された[3]。
2023年度より、愛称名が「ゲメラン・ポリャナ」より「ポリャナ」に変更となった。コザーロウツェは上下とも停車になった。
2024年6月9日から12月14日まで運休中[2]。

- 過去の運行系統
  - ゲメラン号：　ブラチスラヴァ - シュラニ - ズヴォレン - コシツェ - プレショフ/キエフ
4時間に1本の運行で、上記ビストリツァ方面と合わせて2時間に1本の本数が確保されていた。シュラニ以西は130号線に、ズヴォレン以東は160号線に直通していた。停車駅はウルピーン号と同じ。
2015年度以前、およぼ2018-21年度に運行していた。

### 快速「レギオナルエクスプレス(REX)」
- シャシチーン - ノヴェー・ザームキ - ウーリャニ - ズラテー・モラウツェ　【年1日運行】
夏季限定で、年に1往復のみの運行。ザームキ以西は130号線に、ウーリャニ以東は151号線に直通する。東行は各駅停車だが、西行はシュラニ停留所とバーノウを通過する。
2024年度に運行開始予定。

- 過去の運行系統
  - スラードコヴィチ号：　レヴィツェ → シュラニ → クーティ　【平日運行】
片道1本運行していた。シュラニ以西は130号線に直通していた。イェセンスケー・ウードリェを除く各駅に停車していた。
2019,20年度に運行していた。

### 普通
- シュラニ - ウーリャニ - ズラテー・モラウツェ
一日あたり、平日4往復、休日3往復の運行。ウーリャニ以東は151号線に直通する。

- レヴィツェ - ズヴォレン
一日あたり、平日7往復、土曜日・休日4往復の運行。ただし2024年6月9日より、コザーロウツェ - ジャルノヴィツァ間でバスによる代行輸送を行っている[2]。
2021年以前は、平日2 - 3往復、土曜日・休日1往復に限り、ノヴェー・ザームキ方面に直通していた。2022年以前は、休日の本数がやや多く、一日5-6往復運行していた。また、ルドノは全列車停車であった。

- ノヴェー・ザームキ - レヴィツェ
一日あたり、平日10.5往復、土曜日・休日7往復運行している。
過去の運行形態
2021年以前は、平日2 - 3往復、土曜日・休日1往復に限り、ズヴォレン方面に直通していた。また、一部がイェセンスケー・ウードリェ、ルドノ。ドルネー・ハームレを通過していた一方、バーノウは全列車停車していた。
2022年6月1日から10月18日まで、工事のためシュラニ - レヴィツェ間で運休、バス代行輸送を行っている。[3]。
2023年度より、大部分がバーノウ通過となった他、イェセンスケー・ウードリェは全列車停車となった。
2024年度より、全列車バーノウ、ルドノ、ドルネー・ハームレ停車となった（ただしバーノウは140号線の列車が一部通過）。

### 過去の運行種別
- 特急「エクスプレスニー・ヴラク(Ex)」
  - バンスカー・ビストリツァ→ズヴォレン→シュラニ→ブラチスラヴァ　【平日運行】
ズヴォレン以東は170号線から、シュラニ以西は130号線に直通していた。150号線内は、ズヴォレン、ジャル、レヴィツェ、シュラニにのみ停車していた。
2021年末に運行休止。

- 快速「ズリーフレニー・ヴラク(Zr)」
  - シチャウニツァ - ドゥーブラヴァ - ズヴォレン　【夏季の土曜・休日運行】
季節限定で、一日5往復運行していた。ドゥーブラヴァ以南は154号線に直通していた。2020年に運行していた。

## 駅一覧
以下では、スロバキア国鉄150号線の駅と営業キロ、停車列車、接続路線などを一覧表で示す。
- 種別
  - R：特急「リーフリク」
  - RR：特急「区間リーフリク」
  - Os：普通
- 停車駅
  - ■印：全列車停車
  - ●印：一部通過
  - ○印：一部停車
  - ｜印：全列車通過

| 路線名 | 駅名                               | 駅間営業キロ | 累計営業キロ       | 累計営業キロ        | R  | Os | 接続路線                                                                                       | 所在地                     | 所在地                   |
| ------ | ---------------------------------- | ------------ | ------------------ | ------------------- | -- | -- | ---------------------------------------------------------------------------------------------- | -------------------------- | ------------------------ |
| 140    | ノヴェー・ザームキ駅               | -            | 新ザームキから 0.0 | レヴィツェから 52.8 | ■  | ■  | 130号線（シトゥーロヴォ方面、プラハ方面） 135号線（コマールノ方面）                            | ニトラ県                   | ノヴェー・ザームキ郡     |
| 140    | バーノフ駅                         | 6.1          | 6.1                | 46.7                | ｜ | ●  |                                                                                                | ニトラ県                   | ノヴェー・ザームキ郡     |
| 150    | シュラニ駅                         | 4.4          | 10.5               | 42.3                | ■  | ■  | 130号線（ブラチスラヴァ方面）、140号線（プリェヴィヅァ方面）                                   | ニトラ県                   | ノヴェー・ザームキ郡     |
| 150    | シュラニ停留所                     | 2.7          | 13.2               | 39.6                | ｜ | ■  |                                                                                                | ニトラ県                   | ノヴェー・ザームキ郡     |
| 150    | ウーリャニ・ナド・ジタヴォウ駅     | 2.9          | 16.1               | 36.7                | ○  | ■  | 151号線（モラヴツェ方面）                                                                      | ニトラ県                   | ノヴェー・ザームキ郡     |
| 150    | フル駅（*1）                       | 2.6          | 18.7               | 34.1                | ｜ | ■  |                                                                                                | ニトラ県                   | ノヴェー・ザームキ郡     |
| 150    | ラダヴァ駅（*1）                   | 3.2          | 21.9               | 30.9                | ｜ | ■  |                                                                                                | ニトラ県                   | ノヴェー・ザームキ郡     |
| 150    | ポドハーイスカ駅（*1）             | 3.2          | 25.1               | 27.7                | ●  | ■  |                                                                                                | ニトラ県                   | ノヴェー・ザームキ郡     |
| 150    | ポズバ駅（*1）                     | 4.0          | 29.1               | 23.7                | ｜ | ■  |                                                                                                | ニトラ県                   | ノヴェー・ザームキ郡     |
| 150    | ベシャ駅（*1）                     | 2.9          | 32.0               | 20.8                | ｜ | ■  |                                                                                                | ニトラ県                   | レヴィツェ郡             |
| 150    | イェセンスケー・ウードリェ駅（*1） | 3.3          | 35.3               | 17.5                | ｜ | ■  |                                                                                                | ニトラ県                   | レヴィツェ郡             |
| 150    | ホルニー・ピャル駅（*1）           | 2.6          | 37.9               | 14.9                | ｜ | ■  |                                                                                                | ニトラ県                   | レヴィツェ郡             |
| 150    | ロク駅（*1）                       | 3.8          | 41.7               | 11.1                | ｜ | ■  |                                                                                                | ニトラ県                   | レヴィツェ郡             |
| 150    | カルナー・ナド・フロノム駅（*1）   | 4.3          | 46.0               | 6.8                 | ｜ | ■  |                                                                                                | ニトラ県                   | レヴィツェ郡             |
| 150    | レヴィツェ駅                       | 6.8          | 52.8               | 0.0                 | ■  | ■  | 152号線（シトゥーロヴォ方面）                                                                  | ニトラ県                   | レヴィツェ郡             |
| 150    | フロンスケー・クリャチャニ駅       | 4.2          | 57.0               | 4.2                 | ｜ | ■  |                                                                                                | ニトラ県                   | レヴィツェ郡             |
| 150    | ヴェリケー・コズマーロヴツェ駅     | 4.5          | 61.5               | 8.7                 | ｜ | ■  |                                                                                                | ニトラ県                   | レヴィツェ郡             |
| 150    | トルマツェ駅                       | 1.3          | 62.8               | 10.0                | ｜ | ■  |                                                                                                | ニトラ県                   | レヴィツェ郡             |
| 150    | コザーロヴツェ駅                   | 2.5          | 65.3               | 12.5                | ■  | ■  |                                                                                                | ニトラ県                   | レヴィツェ郡             |
| 150    | プシャレ駅                         | 2.4          | 67.7               | 14.9                | ｜ | ■  |                                                                                                | バンスカー・ビストリツァ県 | ジャルノヴィツァ郡       |
| 150    | フロンスキー・ベニャヂク駅         | 2.0          | 69.7               | 16.9                | ○  | ■  |                                                                                                | バンスカー・ビストリツァ県 | ジャルノヴィツァ郡       |
| 150    | テコフスカー・ブレズニツァ駅       | 5.5          | 75.2               | 22.4                | ｜ | ■  |                                                                                                | バンスカー・ビストリツァ県 | ジャルノヴィツァ郡       |
| 150    | ノヴァー・バニャ駅                 | 5.2          | 80.4               | 27.6                | ■  | ■  |                                                                                                | バンスカー・ビストリツァ県 | ジャルノヴィツァ郡       |
| 150    | ルドノ・ナド・フロノム駅           | 3.7          | 84.1               | 31.3                | ｜ | ■  |                                                                                                | バンスカー・ビストリツァ県 | ジャルノヴィツァ郡       |
| 150    | ヴォズニツァ駅                     | 3.3          | 87.4               | 34.6                | ｜ | ■  |                                                                                                | バンスカー・ビストリツァ県 | ジャルノヴィツァ郡       |
| 150    | ドルネー・ハームレ駅               | 2.8          | 90.2               | 37.4                | ｜ | ■  |                                                                                                | バンスカー・ビストリツァ県 | ジャルノヴィツァ郡       |
| 150    | ジャルノヴィツァ駅                 | 1.6          | 91.8               | 39.0                | ■  | ■  |                                                                                                | バンスカー・ビストリツァ県 | ジャルノヴィツァ郡       |
| 150    | ブゼニツァ駅                       | 4.8          | 96.6               | 43.8                | ｜ | ■  |                                                                                                | バンスカー・ビストリツァ県 | ジャル・ナド・フロノム郡 |
| 150    | フリニーク・ナド・フロノム駅       | 3.1          | 99.7               | 46.9                | ○  | ■  |                                                                                                | バンスカー・ビストリツァ県 | ジャル・ナド・フロノム郡 |
| 150    | ジャル・ナド・フロノム停留所       | 7.0          | 106.7              | 53.9                | ｜ | ■  |                                                                                                | バンスカー・ビストリツァ県 | ジャル・ナド・フロノム郡 |
| 150    | ジャル・ナド・フロノム駅           | 1.8          | 108.5              | 55.7                | ■  | ■  |                                                                                                | バンスカー・ビストリツァ県 | ジャル・ナド・フロノム郡 |
| 150    | シャーショフスケー・ポドフラヂェ駅 | 3.4          | 111.9              | 59.1                | ｜ | ■  |                                                                                                | バンスカー・ビストリツァ県 | ジャル・ナド・フロノム郡 |
| 150    | ヤルナー駅                         | 4.2          | 116.1              | 63.1                | ｜ | ■  |                                                                                                | バンスカー・ビストリツァ県 | ジャル・ナド・フロノム郡 |
| 150    | フロンスカー・ドゥーブラヴァ駅     | 3.0          | 119.1              | 66.1                | ○  | ■  | 154号線（バンスカー・シチャウニツァ方面）、171号線（ヴルートキ方面）                           | バンスカー・ビストリツァ県 | ジャル・ナド・フロノム郡 |
| 150    | ズヴォレン駅                       | 11.1         | 130.2              | 77.2                | ■  | ■  | 153号線（シャヒ方面） 160号線（フィリャーコヴォ方面）、170号線（バンスカー・ビストリツァ方面） | バンスカー・ビストリツァ県 | ズヴォレン郡             |

(*1): 2022年6月1日から10月18日まで休止。